# نقاشی‌های کودکان
نقاشی‌های کودکان (انگلیسی: Paintings of Children) عنوان مجموعه‌های طراحی پیوسته از کودکان می‌باشد که به دست نقاش برجسته، وینسنت ون‌گوگ طراحی گردیده‌اند. ون‌گوگ در طول زندگی حرفه‌ای خود نقاشی‌های بسیاری از کودکان رسم کرد. در طول ۱۰ سال از دوران فعالیت وی یعنی از سال ۱۸۸۱ تا ۱۸۹۰، شیوهٔ کار این استاد تغییر کرد و به ویژه آنکه در طرح‌های آتی، از رنگ‌ها و تکنیک‌های نمادین و نشاط‌آور استفاده نمود.